# 柳川東、西路

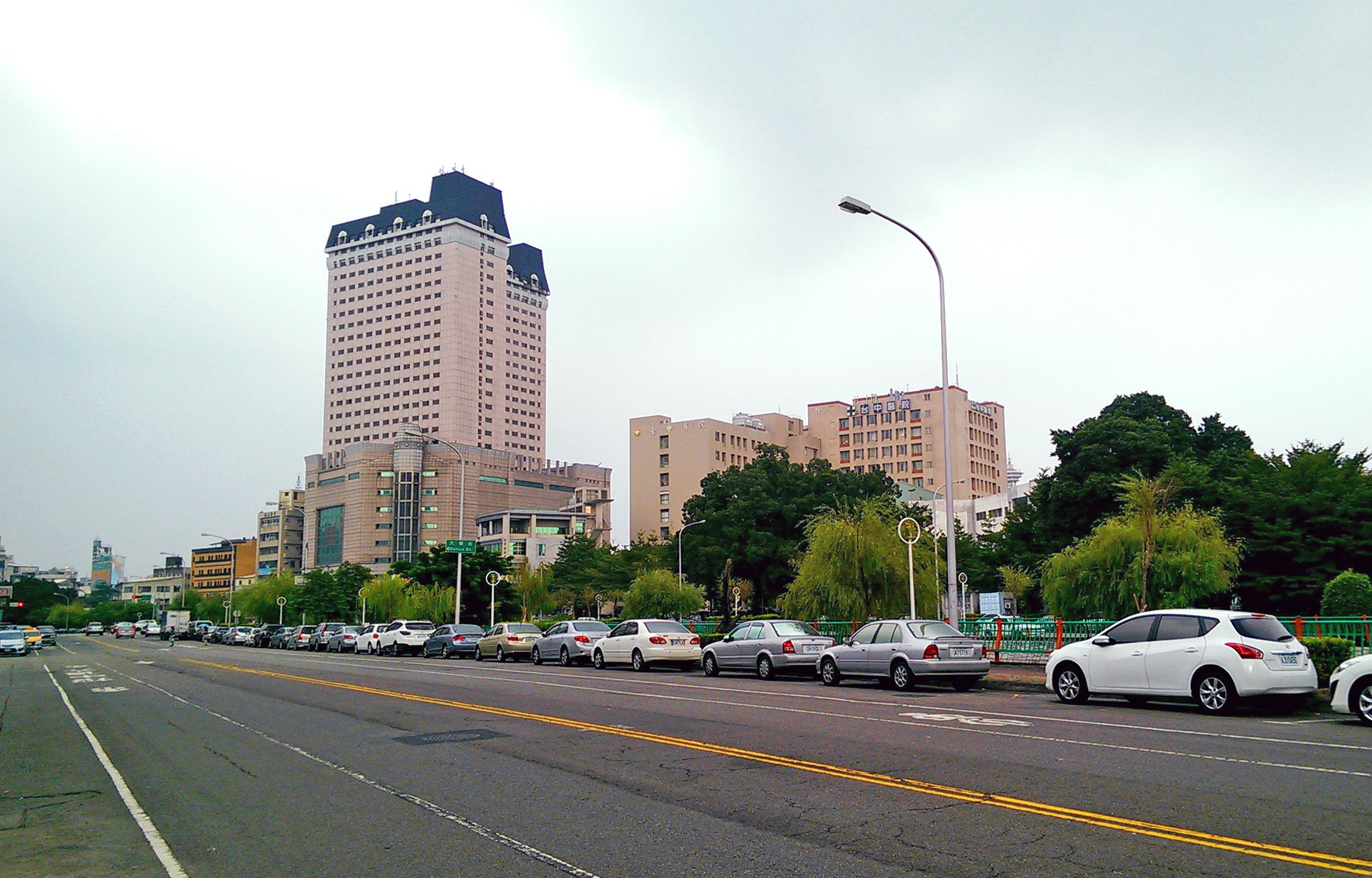
柳川西路二段

柳川東、西路為台灣台中市舊市區的重要道路之一，大約呈西南走東北向，皆位於柳川兩側而建，分為四段。柳川東、西路一段起於建國北路一、二段交界處（忠明南路穿越鐵路地下道旁），四段至學士路（中正公園）。柳川東、西路段在臺灣大道至中華路之間出現中斷現象。

## 行經行政區域
（由西南至東北）
- 南區
- 西區
- 中區
- 北區

## 分段
- 一段：建國北路一段—美村路二段
- 二段：美村路二段—民權路
- 三段：民權路—臺灣大道一段；中華路—公園路
- 四段：公園路—學士路

## 沿線設施

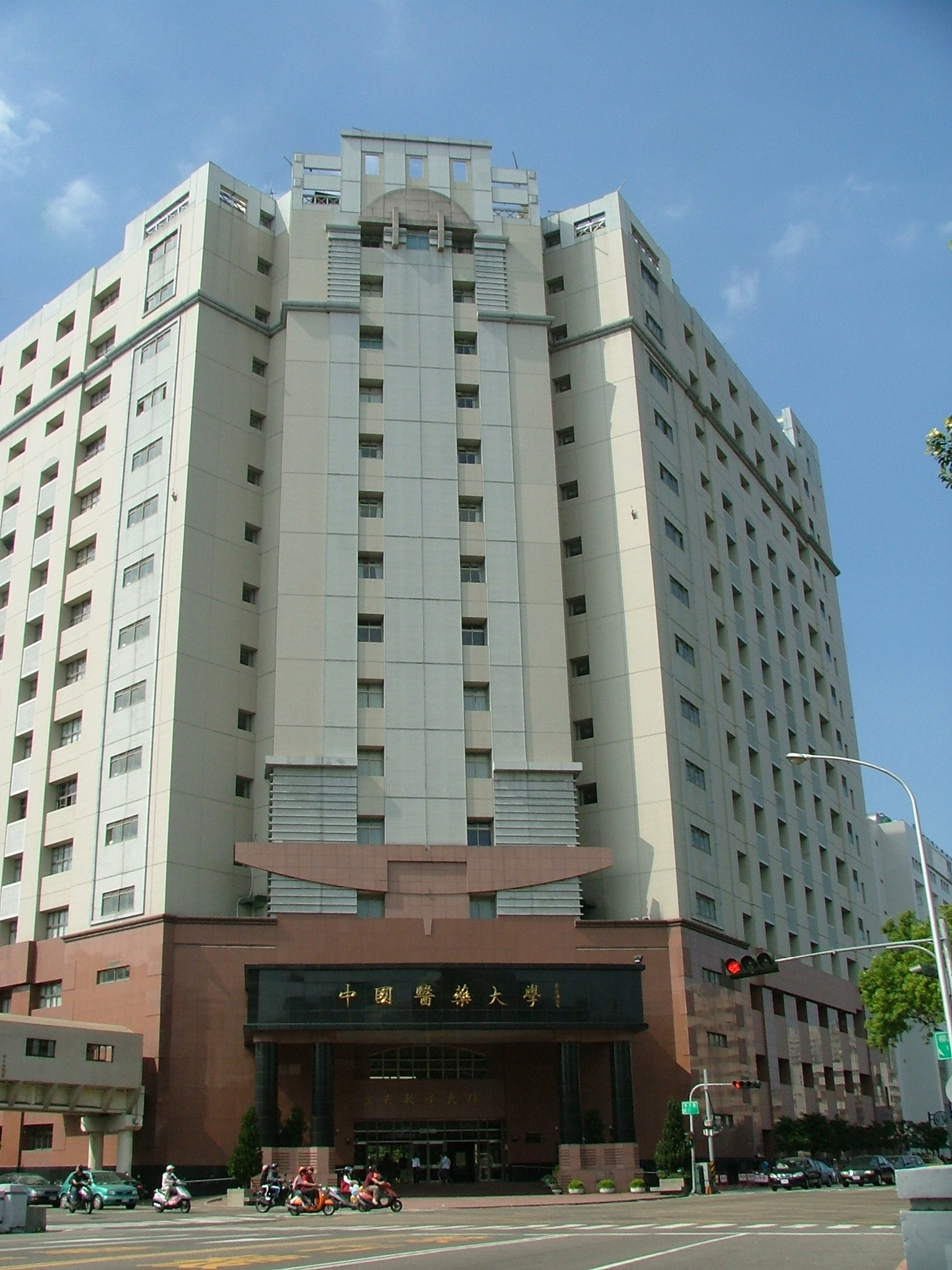
中國醫藥大學校本部

建國北路
一段（南區）
三民西路
- 臺中市立崇倫國民中學
- 崇倫公園

美村路二段
二段（西區）
南屯路一段
- 美術園道
- 財團法人瑪利亞社會福利基金會
- 國泰世華銀行南屯分行

五權路
- 臺中市西區忠信國民小學

林森路
- 臺中文學館（歷史建築）

中華路
- 林之助畫室（歷史建築）
- 臺中市西區區公所
- 國立臺中科技大學民生校區
- 衛生福利部臺中醫院
- 中西區衛生所
- 臺北富邦銀行臺中分行
- 勞動部勞工保險局臺中市辦事處

民權路
柳川東、西路三段（中區／北區）
- 仁愛醫院臺中院區
- 第一商業銀行北臺中分行

臺灣大道一段（柳川東路三段終點）
- 臺灣大道幹線公車 仁愛醫院站

柳川東、西路於此處中斷
柳川東、西路三段（北區）
中華路一段
- 中華路夜市

公園路
柳川東、西路四段
精武路
- 一中商圈
- 臺中市北區太平國民小學
- 國立臺中科技大學

五權路
- 華南商業銀行北臺中分行
- 合作金庫銀行北臺中分行
- 臺中市立五權國民中學
- 中國醫藥大學與中國醫藥大學附設醫院總院區

學士路（中正公園與臺中市中山堂）